# Paper Runner
『Paper Runner』（ペーパーランナー）とは2004年に公演された演劇作品。脚本・演出を小林賢太郎が手がける小林賢太郎プロデュース公演（KKP）#003。

## 公演
- 東京公演　2004年4月13日 - 4月25日　本多劇場
- 神戸公演　2004年5月1日 - 5月2日　新神戸オリエンタル劇場

## あらすじ
漫画雑誌の編集部に作品の持ち込みにやって来た漫画家志望の青年は、そこで少しおかしな編集者たちと出会う。やがて彼らに大作家の海外逃亡の情報が届く。突如空白のページができ、差し替える原稿もない。編集者たちはその青年に穴を埋めてもらうことを考えるが、締め切りは明日で、時間はない。

## キャスト
渦巻 仁（ウズマキ ジン）：片桐仁（ラーメンズ）
とにかく「赤い」男。挙動不審。某海賊のような出で立ちだが、身に着けているものはすべて、かつて自分が担当していた無名時代の有名漫画家からもらったもの。ホームレスではあるが、個人的には気にしているらしい。好きなコーヒーは「ホワイト」。「マンガのセオリー」の主人公的なキャラクター。
オマタ：安田ユーシ
原稿を持ち込んできた新人漫画家。岡山県出身。本名はオマタだが、ウズマキが聞き取れなかったのでトマトと呼ばれることになり、自らペンネームを「トマト健」とする。よく｢すいません｣を連呼している。イラストを描くのがうまく、かつ速い。
志熊（シグマ）：犬飼若浩
コンピューターのように冷静な編集部員。ギャグのセンスは皆無。マチに惚れている。オマタに「マンガのセオリー」を教える。「マンガのセオリー」のライバル的なキャラクター。
マチ：森谷ふみ
事務を担当している。よくウズマキと衝突する。催眠術が得意。「マンガのセオリー」のヒロイン的キャラクター。
嵐山（アラシヤマ）：久ヶ沢徹
ミリタリーにかぶれている。サバイバルのプロのような出で立ち。住まいは父からもらったマンション。よく編集部のドアにぶつかる。ウズマキとは名コンビ。「マンガのセオリー」のパートナー的キャラクター。バカ。
ムロオカ編集長：室岡悟
編集長。よく壊れる。名前も、服装も、前作『Sweet7』で室岡が演じた人物と同じ。「マンガのセオリー」の謎の老人的キャラクター。
ニシ：西田征史
日本一速いバイク便「便便ライダー」のライダー。愛車はカワサキ・ゼファー750RS。荷物を届けに来て、そのまま騒動に巻き込まれる。「マンガのセオリー」の傍観者的キャラクター。
大林　麟太郎（オオバヤシ　リンタロウ）：小林賢太郎（ラーメンズ）
ハポンの看板作家であり今回の騒動の元凶。最近、携帯電話を購入した。出演者にはクレジットされておらず、エンディングにのみ登場。

## その他
- 劇中に登場する架空の雑誌「コミックハポン」は実際に中身が無地の自由帳として商品化され、各公演舞台と公式ネットショップにて販売された。また、千秋楽には編集長・室岡が自身のサイン入りの「コミックハポン」を手売りで販売した。
- 漫画「PaperRunner」は、小林賢太郎著『Hana-Usagi』第4巻内のエピソード「黒兎と漫画家」にて（ラフ状態で）1ページ分を確認できる。
- テーマ曲はノーナ・リーヴスの「NEW SOUL」。出演者たちも「Paper Runners」としてバックコーラスを担当。CD「NEW SOUL / RHYTHM NIGHT」に収録。

## DVD
- 小林賢太郎プロデュース公演 「PAPER RUNNER」 ポニーキャニオン, 2005年4月20日 発売